# Закон Японії про заснування Міністерства оборони
Закон про заснування Міністерства оборони (яп. 防衛省設置法, ぼうえいしょうせっちほう, боей-сьо сетті-хо) — закон Японії № 164 від 9 червня 1954 року, який проголосив заснування Міністерства оборони Японії та визначив його обов'язки. Набув чинності з моменту проголошення 1 липня 1954 року. Початково називався «Закон Японії про заснування Управління оборони» (яп. 防衛庁設置法, ぼうえいちょうせっちほう, боей-тьо сетті-хо). Змінив назву після внесення поправок у зв'язку з перетворенням Управління оборони на Міністерство оборони 22 грудня 2006 року. Поправки набули чинності 9 січня 2007 року. Разом із Законом про Сили Самооборони називаються «Двома законами про оборону Японії».